# IAR CV 11
Lo IAR CV 11 era un caccia monomotore ad ala bassa realizzato in un unico esemplare dall'azienda rumena Industria Aeronautică Română (IAR) negli anni trenta e rimasto allo stadio di prototipo.
Fu il primo velivolo progettato e realizzato autonomamente dall'azienda rumena.

## Storia del progetto
Alla fine degli anni venti l'ingegnere Elie Carafoli in collaborazione con Lucien Virmoux, ingegnere francese arrivato alla IAR Brașov nel 1928 nel ruolo di consigliere tecnico, entrambi a capo dell'ufficio di progettazione allora composto da Ion Grosu, Ștefan Urziceanu, D. Barbieri, Vladimir Timoșenco, Ion Ciobanu e Ion Coșereanu, decisero di sfruttare l'esperienza acquisita nella produzione su licenza dei Morane-Saulnier MS 35 e Potez 25 sviluppando un progetto autoctono. Il velivolo era caratterizzato da un'impostazione classica, monomotore monoplano ad ala bassa con carrello fisso.
Il prototipo, realizzato nel 1930 ed al quale venne assegnata la designazione CV 11/W8, venne equipaggiato con un motore Lorraine-Dietrich 12 Fa Courlis da 600 CV (441 kW) ed armato con una coppia di mitragliatrici Vickers calibro 7,7 mm. Portato in volo per la prima volta con successo nel corso dello stesso anno, verrà in seguito modificato adottando una nuova motorizzazione.

## Tecnica
Lo IAR CV 11 era un velivolo dall'aspetto moderno, realizzato in tecnica mista, benché fosse ancora prevalente l'uso del legno, e che adottava la configurazione alare monoplana possibile dall'evoluzione tecnologica del periodo.
La fusoliera, costituita da elementi strutturali in duralluminio integrati in legno di pino, era caratterizzata dall'unico abitacolo aperto destinato al pilota protetto da un minuscolo parabrezza. Posteriormente proseguiva in una pronunciata pinna dorsale che terminava nell'elemento verticale dell'impennaggio che integrava i piani orizzontali a sbalzo posizionati alti sulla fusoliera, tutti montati su cuscinetti.
L'ala, a pianta rastremata e montata bassa sulla fusoliera, era realizzata in tre sezioni con struttura bilongherone irrigidita con elementi in pino ed integrava i due alettoni presenti su ogni semiala.
Il carrello d'atterraggio consisteva in una semplice configurazione biciclo anteriore, con le gambe di forza, di carreggiata da 1,9 m ed ammortizzate con elementi in gomma, che collegavano le due ruote carenate alla superficie inferiore delle semiali, ed integrato posteriormente con un pattino d'appoggio posizionato sotto la coda.
La propulsione era inizialmente affidata ad un motore Lorraine Courlis 48-5, un motore 12 cilindri a W raffreddato a liquido in grado di erogare una potenza pari a 600 CV (441 kW) posizionato all'apice anteriore della fusoliera, racchiuso in un cofano ed abbinato ad un'elica bipala. In seguito venne sostituito con un Hispano-Suiza 12Mc, un 12 cilindri a V da 500 CV (368 kW) anch'esso raffreddato a liquido ed abbinato ad un'elica bipala.

## Impiego operativo
Dopo il completamento dell'iniziale programma di prove, effettuate presso l'aeroporto di Istres-Le Tubé, in Francia, nei primi mesi del 1931 venne presa la decisione di cambiare l'unità motoelica installando il meno potente ma più affidabile Hispano-Suiza 12Mc da 500 CV (368 kW).
Il CV 11 venne quindi riportato in Romania dove si pianificò il tentativo di abbattere una serie di primati riservati a velivoli della categoria di appartenenza, il più prestigioso dei quali era quello di velocità media in circuito di 500 km detenuto fino ad all'ora dal pilota francese Joseph Sadi-Lecointe ed ottenuto su un Nieuport-Delage NiD 42S alla Coupe Beaumont del 1924 su una media di 306,7 km/h.
Il 9 dicembre 1931, il capitano aviatore Romeo Popescu decollò con il fine di superare il record ma durante il tentativo, dopo 370 km alla velocità media di 319 km/h, il motore ebbe un malfunzionamento che lo costrinse ad un atterraggio di emergenza nei pressi di Lehliu Gară. Popescu, a causa del terreno soffice, perse la vita nel tentativo di fermarsi cappottando e distruggendo irreparabilmente l'unico esemplare di CV 11.
In seguito all'incidente venne deciso di ricostruire un nuovo CV 11 riutilizzando l'esperienza nello sviluppo di un nuovo modello, lo IAR 12.